# Роберто Едуардо Віола
Робе́рто Едуа́рдо Віо́ла (ісп. Roberto Eduardo Viola; 13 жовтня 1924, Буенос-Айрес, Аргентина — 30 вересня 1994, там само) — аргентинський військовий і державний діяч, дивізійний генерал армії, де-факто — президент Аргентини у період з 29 березня по 11 грудня 1981 року після відставки Хорхе Відели. 1983 року був звинувачений у злочинах проти людяності і засуджений. 1990 року отримав амністію від Карлоса Менема.